# Ahasverus advena
Ahasverus advena är en skalbaggsart som först beskrevs av Joseph Waltl 1834.  Ahasverus advena ingår i släktet Ahasverus och familjen smalplattbaggar. Arten är reproducerande i Sverige. Inga underarter finns listade i Catalogue of Life.

## Bildgalleri

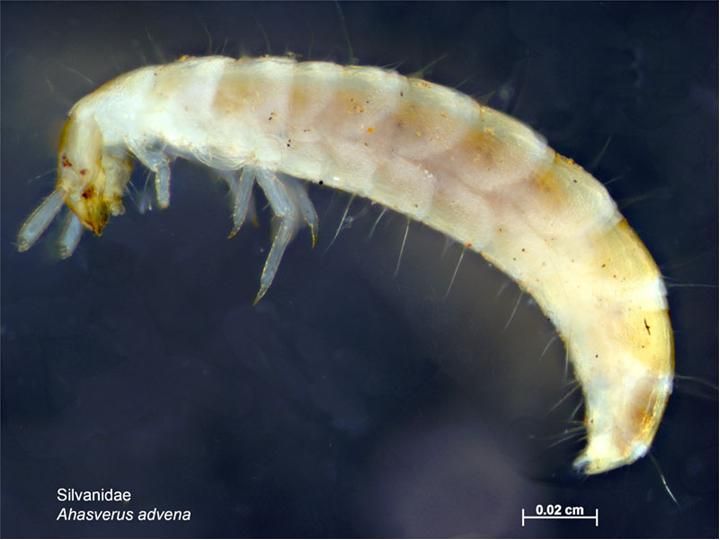
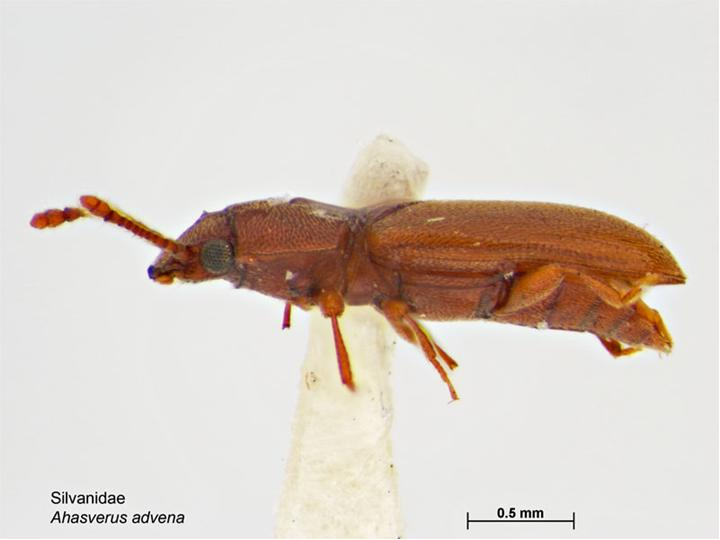